# Brook Kerr
Brook Kerr (Indianapolis, 21 novembre 1973) è un'attrice statunitense, nota negli Stati Uniti principalmente per il ruolo di Whitney Russell Harris nella soap opera Passions e di Portia Robinson nella soap opera General Hospital.

## Biografia
Nativa dell'Indiana, dopo gli studi alla high school si trasferisce a Los Angeles per intraprendere la carriera da attrice. Dopo alcune brevi apparizioni televisive, nel 1999 entra a far parte del cast della soap opera Passions, interpreta il ruolo di Whitney Russell Harris fino al 2007, venendo considerata una delle veterana della serie.
Dopo aver lasciato il suo ruolo nella soap opera, tenta altre strade, ben presto ottiene il ruolo di Tara Thornton nell'inedito episodio pilota della serie televisiva True Blood. Ma non viene confermata per la parte, che viene assegnata all'attrice Rutina Wesley. La sua carriera continua con apparizioni in altre serie TV e film TV. Nel 2020 entra nel cast principale della soap opera General Hospital nel ruolo di Portia Robinson.
L'attrice ha un figlio, Chris Warren Jr., anch'egli attore, celebre per il ruolo di Zeke nella trilogia di High School Musical.

## Filmografia parziale

### Cinema
- Mommy is a Murderer, regia di Lindsay Hartley (2020)

### Televisione
- Passions - soap opera, 18 episodi (1999-2007)
- McBride - La vendetta (McBride - Dogged) - film TV, regia di John Larroquette (2007)
- CSI: Miami - serie TV, episodio 6x14 (2008)
- True Blood - serie TV, episodio pilota (2008)
- NCIS: Los Angeles - serie TV, episodio 1x20 (2010)
- Westworld - Dove tutto è concesso (Westworld) - serie TV, episodio 1x01 (2016)
- Hawaii Five-0 - serie TV, episodio 10x02 (2019)
- General Hospital - soap opera, 308+ episodi (2020-in corso)

## Doppiatrici italiane
Nelle versioni in italiano delle opere in cui ha recitato, Brook Kerr è stata doppiata da:
- Laura Facchin in CSI: Miami